# 4 Armia (Cesarstwo Niemieckie)

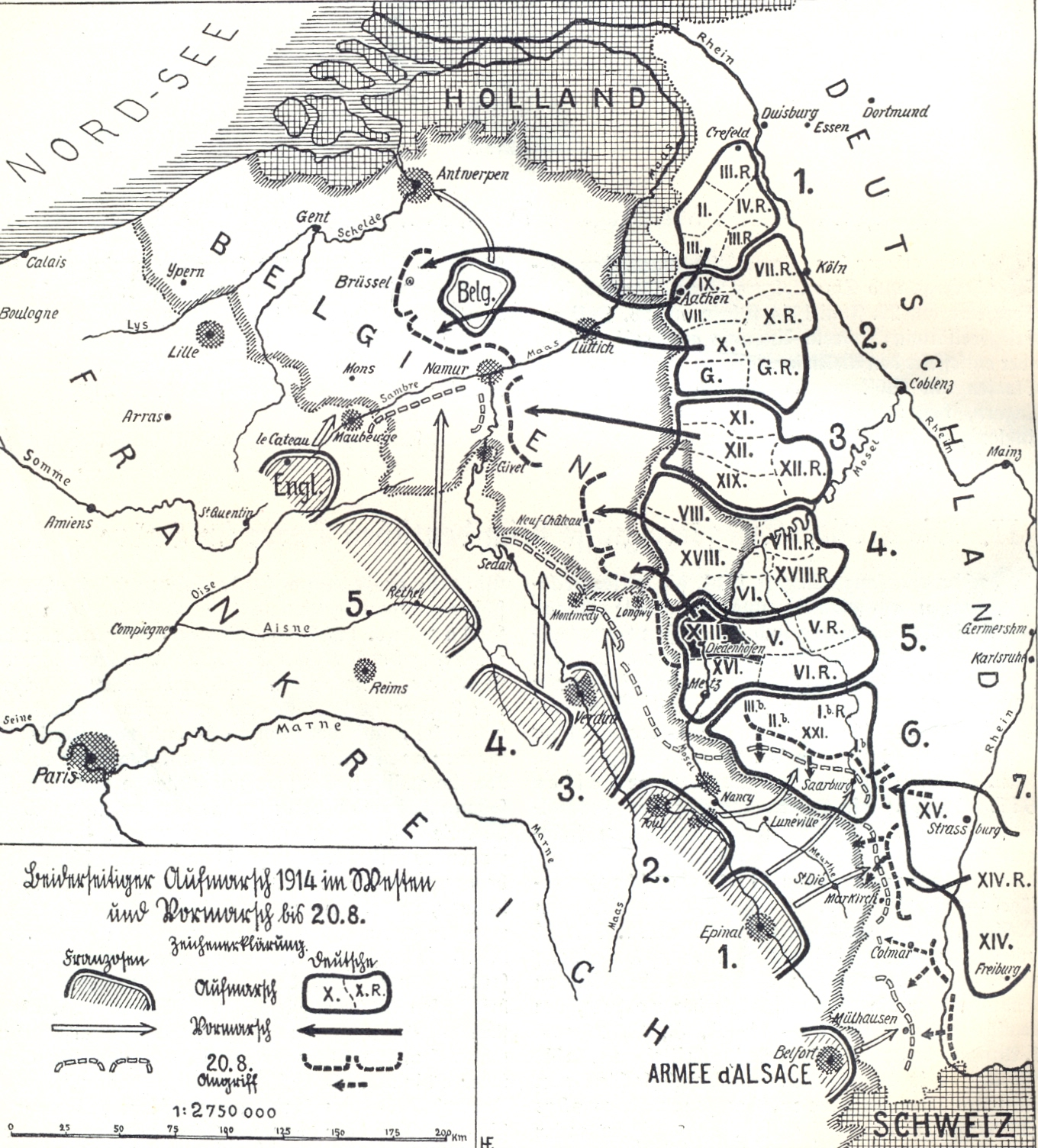
Rowiniecie niemieckich armii na froncie zachodnim w sierpniu 1914

4 Armia  (niem. 4. Armee)  – związek operacyjny Armii Cesarstwa Niemieckiego. 
W sierpniu 1914 rozwinięto w Niemczech do etatów wojennych związki operacyjne (armie). Tak zmobilizowaną 4 Armię Polową wysłano do walk na front zachodni.

## Struktura organizacyjna
Skład 2 sierpnia 1914:
- dowództwo armii
- VI Korpus Armijny[b]
- VIII Korpus Armijny[c]
- XVIII Korpus Armijny[d]
- VIII Rezerwowy Korpus Armijny[e]
- XVIII Rezerwowy Korpus Armijny[f]
- XXII Rezerwowy Korpus Armijny
- XXIII Rezerwowy Korpus Armijny
- XXVI Rezerwowy Korpus Armijny
- XXVII Rezerwowy Korpus Armijny
- IV Korpus Kawalerii
- 49 Mieszana Brygada Landwehry